# Lucinda Riley
Lucinda Kate Riley, född Edmonds den 16 februari 1965 i Lisburn i Nordirland, död 11 juni 2021, var en brittisk (nordirländsk) författare och skådespelare, främst känd för romanserien De sju systrarna. Hennes romaner har sålts i över 30 miljoner exemplar och översatts till 37 språk.

## Biografi
Riley växte upp i byn Drumbeg utanför Lisburn i Nordirland. Familjen flyttade till England när hon började skolan. I tonåren flyttade Riley till London för att studera till skådespelare. Hon debuterade som skådespelare 1982 i BBC:s dramatisering av Edith Nesbits roman Skattsökarne. Hon spelade också i serien Auf Wiedersehen, Pet.
Vid 22 års ålder drabbades Riley av körtelfeber. Hon blev sängliggande. Samtidigt hade hennes dåvarande make, som också var skådespelare, svårt att hitta arbete. Familjen hade ont om pengar. För att fördriva tiden började Riley skriva på sin första roman Lovers and Players som kom ut 1992. Hon fick då ett erbjudande från förlaget Simon & Schuster om att ge ut tre böcker.
Serien De sju systrarna inleddes med romanen med samma titel som kom ut på engelska 2015 och i svensk översättning 2017. I serien får läsaren följa de sex adoptivsystrarna D’Aplièses jakt på sitt biologiska ursprung och på sin sjunde syster. Den sjunde och näst sista romanen i serien, Den saknade systern, utkom i maj 2021.
Lucinda Riley avled i cancer den 11 juni 2021.

### SerienDe sju systrarna
1. De sju systrarna (Maias historia)
2. Stormsystern (Allys berättelse)
3. Skuggsystern (Stars berättelse)
4. Pärlsystern (Ceces berättelse)
5. Månsystern (Tiggys bok)
6. Solsystern (Electras bok)
7. Den saknade systern
8. Atlas (Historien om Pa Salt) (kompletterad av hennes son Harry Whittaker)

### Övrigt
- Fjärilsrummet
- Kärleksbrevet
- Midnattsrosen
- Morden i Fleat House
- Änglaträdet
- Orkidéhuset
- En dold skönhet
- Olivträdet
- Kärleksbrevet